# Lee Cho-hee
Lee Cho-hee (Daegu, 4 de octubre de 1989) es una actriz surcoreana.

## Carrera
Es miembro de la agencia "MSTeam Entertainment".
El 28 de marzo del 2020 se unió al elenco de la serie I've Returned After One Marriage (también conocida como "I’ve Been There Once") donde interpretó a Song Da-he, la hermana menor de Song Joon-sun (Oh Dae-hwan), Song Ga-hee (Oh Yoon-ah) y Song Na-hee (Lee Min-jung), quien a pesar de ser una hija filial, carece de fuerza física, belleza y cerebro a comparación de sus hermanos mayores, hasta el final de la serie el 13 de septiembre del mismo año.

## Filmografía

### Cine
| Año  | Título                 | Rol               | Notas              | Ref.        |
| ---- | ---------------------- | ----------------- | ------------------ | ----------- |
| 2001 | Sun-young's Letter     |                   |                    |             |
| 2009 | St. Jimi               | Ji-mi             | Cortometraje       |             |
| 2011 | Bleak Night            | Se-jung           |                    |             |
| 2011 | Broken Pieces          |                   |                    |             |
| 2013 | Born to Sing           | Hyun-ja           |                    |             |
| 2013 | Getting an Orientation |                   |                    |             |
| 2014 | Mad Sad Bad            | Cho-hee           | segmento "Picnic"  |             |
| 2014 | One Summer Night       | Ha-neul           | Cortometraje       |             |
| 2015 | Salut d'Amour          | Empleada de banco | Aparición especial | [ 8 ] [ 9 ] |

### Series de televisión
| Año  | Título                            | Papel              | Canal   | Notas         | Ref.                 |
| ---- | --------------------------------- | ------------------ | ------- | ------------- | -------------------- |
| 2001 | Life Is Beautiful                 |                    |         |               |                      |
| 2002 | Dancing Girl Wawa                 | Cho-hee/Maetel     | EBS     |               |                      |
| 2014 | Inspiring Generation              | Mal-sook           | KBS2    |               |                      |
| 2014 | Wonderful Days                    | Seo Jung-ah        | KBS2    |               |                      |
| 2014 | Flower Grandpa Investigation Unit | Jung Eun-ji        | tvN     |               |                      |
| 2014 | My Lovely Girl                    | Joo-hong           | SBS     |               |                      |
| 2014 | The Reason I Get Drunk            |                    | KBS2    | Drama Special |                      |
| 2015 | More Than a Maid                  | Sa-wol             | jTBC    |               |                      |
| 2015 | Who Are You: School 2015          | Lee Shi-jin        | KBS2    |               |                      |
| 2015 | Six Flying Dragons                | Gab-boon           | SBS     |               |                      |
| 2016 | El espejo de la bruja             | Man-wol (cameo)    | JTBC    |               |                      |
| 2016 | Lucky Romance                     | Lee Dal-nim        | MBC     |               |                      |
| 2017 | La temperatura del amor           | Hwang Bo-kyung     | SBS     |               |                      |
| 2020 | I've Returned After One Marriage  | Song Da-he         | KBS 2TV |               |                      |
| 2025 | Si las estrellas hablaran         | Lee Donna/Lee Mina | tvN     |               | [ 10 ] [ 11 ] [ 12 ] |

### Apariciones en programas de variedades
| Año  | Programa                         | Función  | Notas       | Ref.   |
| ---- | -------------------------------- | -------- | ----------- | ------ |
| 2021 | Running Man                      | Invitada | Ep. 551     | [ 13 ] |
| 2021 | Beauty and the Beast             | Miembro  |             | [ 14 ] |
| 2021 | Law of the Jungle – Stove League | Miembro  | Ep. 434-437 |        |

## Premios y nominaciones
| Año  | Premios               | Categoría                          | Trabajo                          | Resultado | Ref.   |
| ---- | --------------------- | ---------------------------------- | -------------------------------- | --------- | ------ |
| 2020 | 34th KBS Drama Awards | Mejor actriz revelación            | I've Returned After One Marriage | Ganadora  | [ 15 ] |
| 2020 | 34th KBS Drama Awards | Mejor pareja (junto a Lee Sang-yi) | I've Returned After One Marriage | Ganadores |        |
| 2020 | 7th APAN Star Award   | Mejor actriz revelación            | I've Returned After One Marriage | Nominada  |        |